# Рыжов, Михаил Иванович (государственный деятель)
Михаил Иванович Рыжов (26 октября 1889, с. Ново-Спасское, Борисоглебский уезд, Тамбовская губерния, Российская империя — 19 января 1939, Москва) — советский государственный деятель, народный комиссар лесной промышленности СССР (1937—1938).

## Биография
Родился в русской семье зажиточного крестьянина (после 1917 середняк).
- 1906—1911 гг. — работал в собственном хозяйстве в с. Рамоны, Новохопёрский уезд Воронежская губерния,
- 1911—1916 гг. — писарь управления воинского начальника г. Борисоглебск,
- 1916—1917 гг. — писарь управления воинского начальника г. Моршанск,
- 1917—1918 гг. — воинский начальник г. Моршанск,
- 1918—1919 гг. — начальник мобилизационного отдела Моршанского уездного военного комиссариата,
- 1919 г. — Моршанский уездный военный комиссар,
- 1919—1920 гг. — Моршаннский уездный военный комиссар — председатель революционного комитета,
- 1920 г. — помощник Тамбовского губернского военного комиссара,
- 1920—1925 гг. — Брянский уездный военный комиссар, начальник Брянского гарнизона, одновременно заместитель председателя Брянского губисполкома (1922—1923),
- 1925—1926 гг. — начальник управления 37-й стрелковой дивизии, Брянск,
- 1926—1929 гг. — старший инструктор Политуправления РККА,
- 1929—1931 гг. — член правления рисотреста наркомата земледелия СССР,
- 1931—1937 гг. — председатель исполнительного комитета Кировского районного совета депутатов, Москва,
- май—июль 1937 г. — начальник дорожно-мостового управления Москвы,
- июль—август 1937 г. — начальник Административно-хозяйственного управления НКВД СССР.
- август—декабрь 1937 г. — заместитель наркома внутренних дел СССР,
- 1937—1938 гг. — народный комиссар лесной промышленности СССР.

Окончил курсы усовершенствования высшего командного состава при Военной академии РККА им. М. В. Фрунзе.
Депутат Верховного Совета СССР 1 созыва.
Арестован 29 декабря 1938 года. Умер в ходе следствия. Реабилитирован 21 февраля 1955 года.

## Награды и звания
- орден Красной Звезды